# دومينيك بليزارد
دومينيك بليزارد (بالإنجليزية: Dominic Blizzard)‏ (2 سبتمبر 1983 في المملكة المتحدة - ) هو لاعب كرة قدم بريطاني في مركز الوسط. لعب مع بورت فايل وستوكبورت كونتي وميلتون كينز دونز ونادي واتفورد ويوفل تاون ونادي بريستول روفيرز ونادي بليموث أرجايل.

## وصلات خارجية
- دومينيك بليزارد على موقع قاعدة بيانات كرة القدم.إي يو (الإنجليزية)
- دومينيك بليزارد على موقع Soccerbase.com (لاعب) (الإنجليزية)